# Samira Makhmalbaf
Samira Makhmalbaf (em idioma persa:سمیرا مخملباف Irão, 15 de fevereiro de 1980) é uma cineasta e roteirista iraniana.